# Lauterbourg
Lauterbourg Franciaország legkeletibb települése. Bas-Rhin megyében található. Lakosainak száma 2336 fő (2022. január 1.). Lauterbourg Mothern, Scheibenhard, Au am Rhein, Neuburg am Rhein, Berg és Elchesheim-Illingen községekkel határos.

## Népesség
A település népességének változása:
| Lakosok száma | 2257 | 2273 | 2332 | 2304 | 2318 | 2331 | 2341 | 2339 | 2336 |
|               | 2013 | 2015 | 2016 | 2017 | 2018 | 2019 | 2020 | 2021 | 2022 |